# Pierre Blondiaux
Pour les articles homonymes, voir Blondiaux.
Pierre Auguste Blondiaux est un rameur français né le 23 janvier 1922 à Paris et mort le 14 avril 2003 à Nice. 

## Biographie
Pierre Blondiaux dispute avec Marc Bouissou, Jean-Jacques Guissart et Roger Gautier l'épreuve de quatre sans barreur aux Jeux olympiques d'été de 1952 à Helsinki et remporte la médaille d'argent. 